# Riccia indica
Riccia indica là một loài rêu trong họ Ricciaceae. Loài này được Udar & A. Gupta mô tả khoa học đầu tiên năm 1984.